# 溫蒂的幸福劇本
《溫蒂的幸福劇本》（英語：Please Stand By）是一部2017年美國喜劇劇情片，由班·李文執導，麥可·戈蘭柯編劇。該片主演包括達科塔·芬妮、東妮·克莉蒂和艾莉絲·伊芙。其劇情描述患有自閉症的女性溫蒂為了至好萊塢遞送自己寫的《星際爭霸戰》劇本，而踏上了一場奇妙的冒險旅程。該片最先於2017年10月27日在奧斯汀影展上首映，並由木蘭影業定於2018年1月26日在美國上映。

## 劇情
故事敘述患有一名自閉症的年輕聰明女性溫蒂，她平時相當喜歡觀看《星際爭霸戰》。某日，溫蒂不惜逃離自己待的照護機構，為了將自己寫的500頁劇本送到好萊塢，以參加派拉蒙影業舉行的劇本競賽，也因此使她踏上了一場前所未有的冒險旅程。

## 演員
- 達科塔·芬妮[6] 飾 溫蒂
- 東妮·克莉蒂[1] 飾 史科蒂
- 艾莉絲·伊芙[1] 飾 奧黛麗
- 瑞弗·亞歷山大（英语：River Alexander） 飾 山姆
- 瑪莉·吉伯絲（英语：Marla Gibbs） 飾 蘿絲
- 潔西卡·羅瑟[7] 飾 茱麗葉
- 邁克·史托-大衛[7] 飾 傑克
- 東尼·雷佛羅里[7] 飾 尼莫
- 碧·米勒 飾 雀西

## 製作
2015年5月，據報導，達科塔·芬妮和海倫·杭特都將出演劇情片《溫蒂的幸福劇本》，該片由班·李文執導，劇本為劇作家麥可·戈蘭柯所撰寫，而2929製片公司將負責提供資金。該片於2015年的第68屆坎城影展上尋求發行公司。其他參演演員包括東妮·克莉蒂、艾莉絲·伊芙和東尼·雷佛羅里。

## 發行
《溫蒂的幸福劇本》於2017年10月在奧斯汀影展上首映。該片在美國由木蘭影業發行，並定於2018年1月26日上映。2017年12月4日，該片的首支預告片釋出。

### 評價
《溫蒂的幸福劇本》整體獲得了褒貶不一的評價。爛番茄根據17條評論，新鮮度持有59%，平均得分6 / 10。而在Metacritic上則獲得了49分。

## 外部連結
- 官方网站
- 互联网电影数据库（IMDb）上《溫蒂的幸福劇本》的资料（英文）
- AllMovie上《溫蒂的幸福劇本》的资料（英文）
- Metacritic上《溫蒂的幸福劇本》的資料（英文）
- 爛番茄上《溫蒂的幸福劇本》的資料（英文）
- Box Office Mojo上《溫蒂的幸福劇本》的資料（英文）
- 開眼電影網上《溫蒂的幸福劇本》的資料（繁體中文）
- 时光网上《溫蒂的幸福劇本》的資料（简体中文）
- 豆瓣电影上《溫蒂的幸福劇本》的資料 （简体中文）